# Републиканска народна странка
Републиканска народна странка (турски језик: Cumhuriyet Halk Partisi) је политичка странка социјалдемократске и кемалистичке оријентације у Турској. Странка партиципира у Странци европских социјалиста, те у Прогресивној алијанси и Социјалистичкој интернационали, глобалним асоцијацијама социјалдемократских и прогресивних странака.
Тренутни лидер странке је Кемал Киличдароглу.